# Twix
Twix er en chokoladebar lavet af Mars Incorporated. Den består af en kiks i midten og typisk toppet med karamel. Baren er overtrukket med mælkechokolade, og dens tværsnit er sammenlignet med andre chokoladebarer noget mindre. Den pakkes typisk parvist.

## Historie
Den første Twix-bar blev produceret i England i 1967 og blev senere introduceret i USA i 1979.
I det meste af Europa, samt Australien blev den markedsført under navnet Raider, men skiftede i 1991 (2000 for Danmark, Finland, Norge, Sverige og Tyrkiet) navn til Twix for at matche den internationale branding. Navnet 'Twix' er et portmanteau på det engelske 'twin biscuit sticks'.
I 2014 introduceredes 'Twix Bites'.